# 飢餓
飢餓（、英: starvation）とは、食糧の不足によって栄養失調が続き、体調の維持が困難になっている状態である。

## 飢餓問題

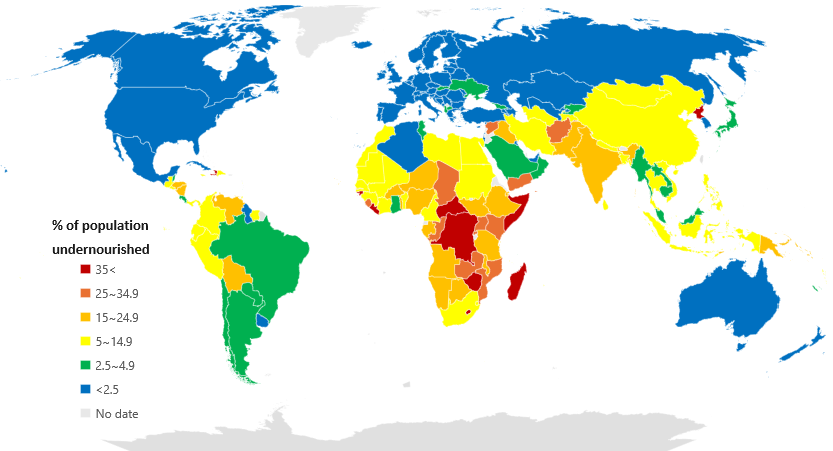
世界の栄養失調人口の割合。水色：2.5%未満、緑色：2.5%以上5%未満、黄色：5%から15%未満、薄オレンジ色：15%から25%未満、朱色：25%以上35%未満、濃褐色：35%以上、灰色：資料なし。（世界食糧計画、FAO-2020年～2022年の3カ年平均）

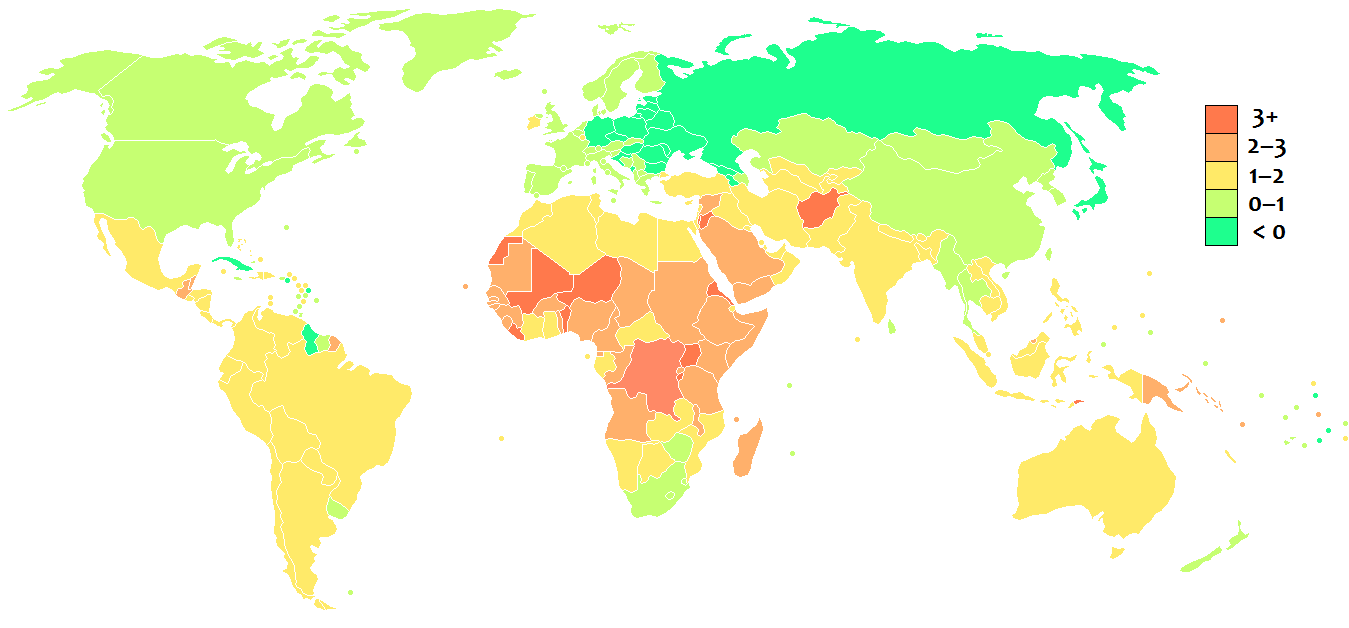
2005-2010の人口増加率（国際連合より）。上の栄養失調の世界地図とほぼ一致する。

国際連合食糧農業機関 (FAO) では食料過不足のしきい値を2700kcalとしており、21世紀に入り世界平均ではそれを満たしている。なお表の数値は食料供給ベースであり、摂取量はその60-70%である。
現在、飢餓状態にある人は2022年時点で世界中で推定約7億3,510万人に上ると報告されている（2024年5月現在）。特にアフリカには、飢餓状態にある人が多く、飢餓蔓延率は世界で最も高いとされ、飢餓人口は推定で2億8,160万人と2011年以降増え続けている。

### 原因
1971年には、フランシス・ムア・ラッペが、食べものを富めるものが浪費してしまうという富の格差が、飢餓の基本的な原因であり政治的な問題であると告発した本がミリオンセラーとなった。
1日2.15ドル以下（2017年アメリカドルPPPベース）で生活する絶対的貧困の状態がある。2007年後半からの穀物の価格高騰は、貧困層が買うことができる食糧の量を減らした。
上智大学のビセンテ・ボネットは、UNDPの「1日1人あたりキロカロリー供給量」、FAOの「世界の食肉消費量」の統計などをもとに、「世界に飢えている人々がいるのは、世界で生産されている食料が不足しているから」という説明に下記の疑問を投げかけている。
食料生産
世界の食料生産総量は、世界中の人々を養うに十分な量がある。
貧しい国の貧しい生産者は、家族がもはや生活できないほどの低価格を、商社（値段を決める権限を持つ）から強制されている。
貧しい国の貧しい生産者は、家族の生活を維持するために必要な穀物は、商社に売り渡され、豊かな国の人々の肉類生産用家畜飼料にされている。
流通・消費
豊かな国は、必要量以上の食料を輸入している。

廃棄量
大量の食料の損失と廃棄；世界の食料総生産重量の約3分の1が廃棄されている。大半が生産・加工・流通段階での廃棄で、先進国か発展途上国かに関わらず、1人あたり年間150kgから200kgの廃棄がある。例外は東南および南アジアの100kg余である。これに加えて、「豊かな国」では、最終消費者により約100kgの食料が捨てられている。（例; 東京都区部の家庭から1日に捨てられる食物は、アジアの50万人以上が1日に食べる食料に相当）
人口増加
国連の新たな報告書によると、世界人口は現在の81億から2050年の97億人へと、今後30年で20億人の増加となる見込みである。
人口増加による食糧問題を解決すべく世界各国で代替肉（プラントベースドミート）、代替卵、代替ミルクなどを製造するフードテック企業が誕生している。
| 品目     | 質量 |
| -------- | ---- |
| 牛肉     | 11kg |
| 豚肉     | 7kg  |
| 鶏肉     | 4kg  |
| 鶏卵     | 3kg  |
| 大豆油   | 5kg  |
| なたね油 | 2kg  |

作物の使途
肉類の消費量増加の意味は、飼料用の穀物消費量が増えることで国際市場における穀物の価格が上昇し、貧しい人々が必要とする穀物を買えなくなることである。
バイオ燃料、バイオエタノールの原料としてサトウキビやトウモロコシが、バイオディーゼルの原料として植物油の消費が拡大している。
その他
各家庭が必要以上に購入しなければ、商社は輸入量を減らすかもしれない。
戦争による食料生産量の減少と流通の阻害。
軍隊に入れば食べることができるので、子供達は食べるために軍隊に入る。食料生産者の減少。

### 飢餓に関連する国連の規定
- 世界人権宣言:第3条、第17条、第25条
- 「貧困は、人権侵害の結果であり、人権侵害を生み出す原因である」（国際連合人権高等弁務官、ルイーズ・アルブール Louise Arbour）
- 国際連合世界食糧計画
- 国際連合食糧農業機関

### 分布
世界的に見ると、特に南部アフリカに集中している。

## 飢餓の生化学
成人では基礎代謝量は体重の25 - 30倍、すなわち、体重60kgの男性なら1500 - 1800キロカロリー程度である。
ヒトは日々の活動のエネルギー源として、肝臓にグリコーゲンを蓄えているが、これは、絶食後約1日ですべて血糖（グルコース）となり全身で使い果たされる。
グリコーゲンを使い果たした結果、血糖値が低下すると、肝臓中で脂肪酸の分解経路であるβ酸化回路が活性化され、肝臓中の脂肪がβ酸化を経てケトン体（β-ヒドロキシ酪酸、アセトン、アセト酢酸）に変化し血流中に流出する。ケトン体は、全身でグルコースに代わるエネルギー源として利用される。
したがって、栄養が欠乏するとまず肝臓や筋肉中のグリコーゲンが、次に肝脂肪がエネルギー源として使われる。飢餓状態が更に進むと、体脂肪や皮下脂肪など肝臓以外の脂肪が血流に乗って肝臓へと運ばれ、これもまた、肝臓でβ酸化されてケトン体に変わり、同様にエネルギー源となる。これにより、ヒトは、理論上は水分の補給さえあれば絶食状態で2 - 3ヶ月程度生存が可能であり、この限界を越えれば餓死に至る。
たとえば、仮に、体重70kg、体脂肪率20%とし、脂肪のカロリーを9kcal/g、絶食により運動強度が下がった結果として低下する基礎代謝量を1200kcal/日とすると、70 kg × 0.2（体脂肪率）× 9 kcal/g / 1200 kcal/日 = 105日、となり、この計算だと、ヒトは絶食後3ヶ月半ほど生存することができることになる。
ただし、これはあくまでエネルギーの計算上というだけで、実際には健康な状態を維持することは不可能に近い。その理由は、ヒトの体内ではタンパク質、核酸、無機塩類、その他様々な生理活性物質が緩やかに代謝回転しており、それらの新規合成のために、必須アミノ酸や必須脂肪酸、ミネラル類や、様々なビタミンなどを食物より摂取する必要があるからである。逆にこれらの摂取がない場合、筋肉などがアミノ酸に分解して、別のタンパク質の合成のためのアミノ酸源や糖の原料（糖新生）として使われることになる。

## 参考事例

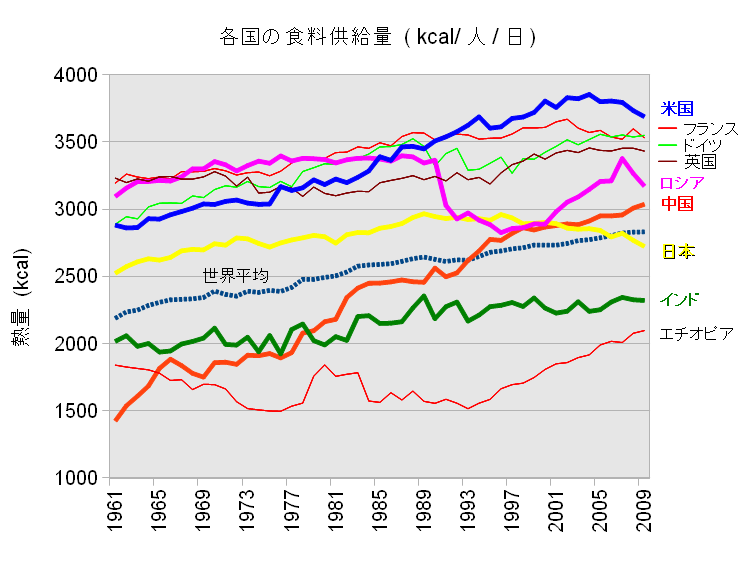
1958-61年の中国の大飢饉（中華人民共和国大飢饉）、1970年代と80年代から90年代にかけてのエチオピア大飢饉（:en:1983–1985_famine_in_Ethiopia）

- ガダルカナル島の戦い：戦死者よりも餓死者を多く出したため、「ガダルカナル島」の略称「ガ島」と「飢餓の島」をかけて「餓島」と呼ばれた
- インパール作戦：戦争中の兵站を無視したことにより、戦死より餓死者が多発した。
- メレヨン島：飢餓による島の守備隊の全滅（7割餓死）事例
- バターン死の行進：戦争捕虜の飢餓

飢饉
- 天明の大飢饉：冷害などによる不作が原因の飢饉
- 中華人民共和国大飢饉：中華人民共和国の大躍進政策により生じた人為的な食物連鎖破壊と農業破壊による人類史上最大級の大飢饉
- 苦難の行軍：北朝鮮の経済崩壊や農業政策の失敗、自然災害による大飢饉
- ホロドモール：当時のソビエト連邦指導者ヨシフ・スターリンによる計画的な大飢饉